# Toulouse Spacer's (basket-ball)
Les Toulouse Spacer’s étaient un club de basket-ball français basé à Toulouse, aujourd’hui disparu. 

## Histoire
Prenant la suite du RCM Toulouse dans l’élite, les Spacer’s accèdent en Pro A en 1997. Le club est issu du Racing Club Toulouse et a pris le surnom de Spacer’s en référence à l’aérospatiale basée à Toulouse, en 1996-1997.
Nourris de grandes intentions, les Spacer’s vivent une saison difficile en 1998-1999. Le 25 mai, la LNB annonce que l’équipe est rétrogradé administrativement en Pro B pour manque d’assurance financière. Les Spacer’s disparaissent peu après, leur sponsor principal ayant arrêté son investissement dans le club.

## Palmarès
- 1996 : Champions de France de Pro B

## Entraîneurs successifs
- 1995 - 1999 :  Laurent Buffard
- 1999 :  Jean-Aimé Toupane

## Joueurs célèbres ou marquants
- Ali Bouziane
- Dounia Issa
- Christophe Soulé
- Antoine Gillespie
- Stéphane Lauvergne
- Alex Nelcha
- Jean-Aimé Toupane
- David Booth
- Khari Jaxon
- Graylin Warner
- Skeeter Henry

## Sources et références
1. ↑  Maxi-Basket de juillet 1999, no 188.